# 李光進 (武威郡王)
李光进（?—?），字太应，唐朝将领，营州柳城县（今辽宁省朝阳市）人，李光弼的弟弟。
李光进开始是房琯的裨将，率军和安禄山的燕军在陈涛斜作战，兵败，逃到行在，被唐肃宗宽免。自至德以后，李光进与李辅国并掌禁兵，委以心腹。唐代宗即位，拜为检校太子太保，封凉国公。吐蕃攻打唐朝，抵达便桥，郭子仪为副元帅，李光进及郭英乂作为副将，率军反击。李光弼被谗言诬害，出为渭北、邠宁节度使。永泰初年，封武威郡王。官至太子太保，去世。母亲李氏，有须数十，长五寸许，封韩国太夫人，二子节制一品。死后葬于长安南原，将相奠祭四十四幄，当时以为荣耀。